# Cuthona rolleri
Cuthona rolleri — вид голозябрових молюсків родини Tergipedidae.

## Поширення
Вид поширений на сході Тихого океану біля узбережжя Каліфорнії.